# Cerkiew Opieki Matki Bożej w Bielsku Podlaskim
Cerkiew pod wezwaniem Opieki Matki Bożej – prawosławna cerkiew parafialna w Bielsku Podlaskim. Należy do dekanatu Bielsk Podlaski diecezji warszawsko-bielskiej Polskiego Autokefalicznego Kościoła Prawosławnego.
Świątynia mieści się przy ulicy Władysława Reymonta 6.
Cerkiew została zaprojektowana przez Jerzego Uścinowicza. Prace budowlane rozpoczęto 1 sierpnia 1999. 14 października 1999 wmurowano kamień węgielny. Poświęcenia cerkwi dokonał metropolita Sawa 24 maja 2010. Wnętrze pokryte jest freskami przedstawiającymi Jezusa Chrystusa, Matkę Bożą, świętych Starego i Nowego Testamentu. Trwają prace przy budowie dzwonnicy, wewnątrz której znajdzie się kaplica pod wezwaniem św. Męczennika Atanazego Brzeskiego.